# The Pinnacle at Symphony Place
Das Pinnacle at the Symphony Place ist ein Wolkenkratzer in Nashville, Tennessee. Es hat eine Gesamthöhe von 127 m und 29 Etagen. Der Wolkenkratzer, der an das Schermerhorn Symphony Center angrenzt wurde nach fast dreijähriger Bauzeit 2010 fertiggestellt, und offiziell am 10. Februar 2010 eröffnet.
Im Gebäude befindet sich der Hauptsitz der Pinnacle Financial Partners, einer Bank, die hauptsächlich in Mittel- und Ost-Tennessee agiert. Des Weiteren befinden sich noch einige kleinere Anwaltskanzleien und andere Büros im Gebäude. Der Pinnacle ist der erste Büroturm, der den Gold-Status der LEED erlangte. Dies geschah aufgrund seines energieeffizienten Designs. Auf dem Parkhaus des Gebäudes befindet sich ein Terrassengarten.